# Химна Литваније
Национална химна (литв. Tautiška giesmė) је национална химна Републике Литваније;
-{Lietuva, Tėvyne mūsų,
Tu didvyrių žeme,
Iš praeities Tavo sūnūs
Te stiprybę semia.
Tegul Tavo vaikai eina
Vien takais dorybės,
Tegul dirba Tavo naudai
Ir žmonių gėrybei.
Tegul saulė Lietuvoj
Tamsumas prašalina,
Ir šviesa, ir tiesa
Mūs žingsnius telydi.
Tegul meilė Lietuvos
Dega mūsų širdyse,
Vardan tos Lietuvos
Vienybė težydi!}-

## Незваничан превод
Литванија, наша отаџбина,
земља јунака!
Нека твоји синови црпу снагу
из твоје славне прошлости.
Нека твоја деца увек прате
само стазе врлине,
нека твоја, добробит човечанства
буду циљеви за које раде.
Нека сунце изнад наше земље
одагна од нас мрачне облаке
светло и истина нека свуда
прате наше кораке вечно.
Нека љубав Литваније
јарко сија у нашим срцима.
За добробит ове земље
нека јединство цвета.